# Улица Повстанцев (Белград)
Улица Повстанцев (серб. Устаничка улица) — улица Белграда, находящаяся на территории трёх общин округа Город Белград — Вождовац, Врачар и Звездара. Начинается в белградском районе Аутокоманда около Южного бульвара, проходит через район Душановац, парк Шумице и район Конярник. Заканчивается пересечением с Бульваром короля Александра.

## Названия улицы
В 1920—1949 годах улица носила имя воеводы четников конца XIX — начала XX века Глигора Соколовича («Воеводы Глигора»).
В 1949—1952 годах улица носила имя деятеля Коммунистической партии Югославии и Народно-освободительной армии Югославии Благое Нешковича, занимавшего пост председателя правительства Народной Республики Сербия. В ноябре 1952 года его исключили из партии за антипартийную деятельность, в связи с чем улицу переименовали в улицу Повстанцев (серб. улица Устаничка) в честь партизанского Народно-освободительного движения.

## Достопримечательности
В самом начале улицы располагаются Первый основной и Специальный суды. Специальный суд представляет собой Специальный отдел Окружного суда Белграда, основанный 1 мая 2003 года и рассматривающий уголовные дела, связанные с организованной преступностью (с сентября 2003 года при суде действует Палата по делам о военных преступлениях). На той же улице в доме № 14 находится Мировой суд (серб. Прекршајни суд). Далее по улице от Специального суда находятся разные магазины и банки.
Главный автобусный маршрут — номер 50. Всего улица насчитывает около 266 домов. На улице Повстанцев находится административное здание руководства общины Вождовац, возведённое в 1949 году. У входа находятся два памятника партизанам работы Сретена Стояновича. Средняя часть улицы проходит через парк Шумице, непосредственно рядом с одноимённым спортивным центром, открытым в 1974 году; далее располагается гостиница «Сербия». 30 декабря 1985 года в самом конце улицы Повстанческой, на углу с Бульваром короля Александра была открыта автобусно-трамвайная развязка.
Здесь же проходили съёмки художественного фильма «Улица Повстанцев».
- Вид на улицу
- Участок улицы в парке Шумице
- Гостиница «Сербия»
- Здание «Тестера» (улица Повстанцев, 112–126; улица Лермонтова, 1–7)